# (18671) Zacharyrice
(18671) Zacharyrice (1998 FX64) – planetoida z grupy pasa głównego asteroid okrążająca Słońce w ciągu 3,87 lat w średniej odległości 2,46 j.a. Odkryta 20 marca 1998 roku.